# Тавровський Петро Ілліч
Петро́ Іллі́ч Тавро́вський (нар. 1923 — пом. 1943) — радянський військовик часів Другої світової війни, командир гармати 206-го гвардійського легкого артилерійського полку 3-ї гвардійської легкої артилерійської бригади 1-ї гвардійської артилерійської дивізії прориву (60-та армія), гвардії сержант. Герой Радянського Союзу (1943).

## Життєпис
Народився 1923 року в місті Києві в родині робітника. Єврей. Здобув середню освіту.
У 1941 році вступив до Київського військового артилерійського училища, проте так його і не закінчив. З початком німецько-радянської війни брав участь у обороні Києва. Воював на Південно-Західному, Сталінградському, Воронезькому, 1-му Українському і Центральному фронтах. Член ВЛКСМ з 1942 року.
Особливо відзначився під час битви за Дніпро, утримуючи плацдарм на правому березі річки Дніпро північніше Києва. 6 жовтня 1943 року, коли виникла загроза прориву німецьких танків через село Медвин до переправи, гармата гвардії сержанта П. І. Тавровського була встановлена у фланг танкам супротивника. Як тільки колона ворожої бронетехніки вийшла з Медвина, обслуга гармати відкрила вогонь і з третього пострілу підбила танк типу «Тигр». У слід за цим були знищені 8 автомашин з військами і військовими вантажами. Коли на околицю села вийшли ще 4 танки, а за ними — піхота супротивника, обслуга під орудою П. І. Тавровського влучним вогнем підбила ще 2 танки і знищила до батальйону піхоти. Два ворожих танки, що залишилися, відкрили нищівний вогонь, внаслідок якого від розриву снаряду гвардії сержант П. І. Тавровський загинув.
Похований у братській могилі в селі Горностайпіль Іванківського району Київської області.

## Нагороди
Указом Президії Верховної Ради СРСР від 17 жовтня 1943 року, «за успішне форсування річки Дніпро північніше Києва, міцне закріплення плацдарму на західному березі річки Дніпро та виявлені при цьому відвагу і героїзм», гвардії сержантові Тавровському Петру Іллічу присвоєне звання Героя Радянського Союзу (посмертно).
Нагороджений орденом Леніна (17.10.1943) і двома медалями.